# Zedochir lineata
Zedochir lineata är en insektsart som först beskrevs av Donovan 1800.  Zedochir lineata ingår i släktet Zedochir och familjen Dictyopharidae. Inga underarter finns listade i Catalogue of Life.